# کارتر لنگ
کارتر لنگ (Carter Lang) تهیه‌کننده موسیقی و ترانه‌سرای آمریکایی است. او بیشتر به خاطر تهیه‌کنندگی آلبوم‌های Ctrl (2017) و اس‌اواس (۲۰۲۲) گروه سیزا شناخته می‌شود. لانگ به خاطر همکاری‌اش با پست مالون، دوجا کت، لیل ناز اکس و عمر آپولو، نامزد چندین جایزه گرمی شد و دو جایزه گرمی اول خود را در سال‌های ۲۰۲۴ و ۲۰۲۵ به خاطر مشارکت‌هایش در پروژه‌های SZA از آن خود کرد.